# لوان
لوان (بالصينية: 六安) هي مدينة من مدن الصين. يبلغ عدد سكانها 5611701 نسمة حسب إحصائيات سنة 2010. تبلغ مساحتها 18393.41 كم².

## المناخ
يظهر الجدول التالي التغييرات المناخية على مدار السنة للوان:
| البيانات المناخية لـلوان           | البيانات المناخية لـلوان | البيانات المناخية لـلوان | البيانات المناخية لـلوان | البيانات المناخية لـلوان | البيانات المناخية لـلوان | البيانات المناخية لـلوان | البيانات المناخية لـلوان | البيانات المناخية لـلوان | البيانات المناخية لـلوان | البيانات المناخية لـلوان | البيانات المناخية لـلوان | البيانات المناخية لـلوان | البيانات المناخية لـلوان |
| الشهر                              | يناير                    | فبراير                   | مارس                     | أبريل                    | مايو                     | يونيو                    | يوليو                    | أغسطس                    | سبتمبر                   | أكتوبر                   | نوفمبر                   | ديسمبر                   | المعدل السنوي            |
| ---------------------------------- | ------------------------ | ------------------------ | ------------------------ | ------------------------ | ------------------------ | ------------------------ | ------------------------ | ------------------------ | ------------------------ | ------------------------ | ------------------------ | ------------------------ | ------------------------ |
| الدرجة القصوى °م (°ف)              | 22.5 (72.5)              | 26.9 (80.4)              | 32.5 (90.5)              | 34.7 (94.5)              | 37.6 (99.7)              | 38.4 (101.1)             | 40.6 (105.1)             | 39.4 (102.9)             | 40.0 (104.0)             | 34.1 (93.4)              | 30.0 (86.0)              | 23.8 (74.8)              | 40.6 (105.1)             |
| متوسط درجة الحرارة الكبرى °م (°ف)  | 6.8 (44.2)               | 8.8 (47.8)               | 13.3 (55.9)              | 20.9 (69.6)              | 26.0 (78.8)              | 29.1 (84.4)              | 32.1 (89.8)              | 31.6 (88.9)              | 26.8 (80.2)              | 21.8 (71.2)              | 15.5 (59.9)              | 9.7 (49.5)               | 20.2 (68.4)              |
| المتوسط اليومي °م (°ف)             | 2.6 (36.7)               | 4.5 (40.1)               | 9.1 (48.4)               | 16.0 (60.8)              | 21.2 (70.2)              | 24.8 (76.6)              | 27.8 (82.0)              | 27.2 (81.0)              | 22.4 (72.3)              | 17.0 (62.6)              | 10.6 (51.1)              | 4.9 (40.8)               | 15.7 (60.3)              |
| متوسط درجة الحرارة الصغرى °م (°ف)  | −0.5 (31.1)              | 1.3 (34.3)               | 5.5 (41.9)               | 11.7 (53.1)              | 17.0 (62.6)              | 21.2 (70.2)              | 24.4 (75.9)              | 23.9 (75.0)              | 18.9 (66.0)              | 13.2 (55.8)              | 6.7 (44.1)               | 1.4 (34.5)               | 12.1 (53.7)              |
| أدنى درجة حرارة °م (°ف)            | −13.6 (7.5)              | −11.6 (11.1)             | −3.1 (26.4)              | 0.2 (32.4)               | 8.0 (46.4)               | 12.1 (53.8)              | 18.0 (64.4)              | 16.8 (62.2)              | 10.7 (51.3)              | 1.7 (35.1)               | −4.7 (23.5)              | −11.7 (10.9)             | −13.6 (7.5)              |
| الهطول مم (إنش)                    | 40.5 (1.59)              | 54.7 (2.15)              | 86.5 (3.41)              | 83.8 (3.30)              | 113.9 (4.48)             | 162.3 (6.39)             | 185.6 (7.31)             | 137.3 (5.41)             | 83.4 (3.28)              | 77.3 (3.04)              | 55.2 (2.17)              | 27.3 (1.07)              | 1٬107٫8 (43.6)           |
| متوسط أيام هطول الأمطار (≥ 0.1 mm) | 8.6                      | 8.8                      | 13.0                     | 11.3                     | 11.6                     | 12.1                     | 13.0                     | 11.2                     | 10.4                     | 9.2                      | 8.0                      | 6.4                      | 123.6                    |
| المصدر: Weather China              |                          |                          |                          |                          |                          |                          |                          |                          |                          |                          |                          |                          |                          |

## أعلام
- هوانغ بوين
- تسو تسى
- ياو ديفين
- هو تشينغ